# Кристијан Киву
Кристијан Еуђен Киву (рум. Cristian Eugen Chivu; рођен 26. октобра 1980. године у Решици, Румунија) је бивши румунски фудбалер, који је могао да игра на свакој позицији у одбрани. Играо је и за румунску репрезентацију, а тренутно је шеф стручног штаба миланског Интера.

## Клупска каријера

### Почетак каријере
Кристијан је почео своју каријеру у омладинском тиму ФК Решице 1996. године. За ФК Решицу је одиграо 24 утакмице и дао је 2 гола. У јулу 1998. године прелази у ФК Универзитатеа Крајова за 220 хиљада евра. Овде проводи две сезоне, и за то време је одиграо 32 утакмице и дао 3 гола. У јулу 1999. године га у Ередивизију доводи гигант Ајакс за 2,5 милиона евра.

### Ајакс
У Ајаксу проводи 4 сезоне. За то време бележи деби у европским такмичењима и одиграо је 4 утакмице у УЕФА купу. Те сезоне бележи још 23 наступа и 1 гол за Ајакс у Ередивизији. У сезони 2000/01 бележи 26 утакмица и 5 голова у Ередивизији, и 4 утакмице у УЕФА купу. Следеће сезоне бележи 2 наступа у Лиги шампиона, 4 наступа у УЕФА купу и 32 утакмице и један гол у Ередивизији. У својој последњој сезони у дресу Ајакса даје 6 голова и бележи 26 утакмица у Ередивизији, и бележи 4 утакмице у УЕФА купу и 12 утакмица у Лиги шампиона.

### Рома
У јулу 2003. године, за 18 милиона евра, прелази из ФК Ајакса у Рому. Дебитантски гол у Серији А постиже врло брзо, већ у другом колу против Бреше (Рома победила 5-0). Међутим, његов други гол је био много важнији за вучицу. У мечу против Јувентуса, у 26. минуту Кристијан поставља 1-1 (меч на крају завршен 2-2, и ако је Рома губила до 87. минута ). Било је то у трећем колу Серије А. Уз та два гола, Кристијан је уписао укупно 7 наступа у Серији А. Занимљиво је да је те сезоне у УЕФА купу провео само 100 минута и то у двомечу са Хајдуком из Сплита. Наиме, у првом мечу је ушао у 70. минуту и већ у 80. минуту бива замењен. У реваншу је одиграо целу утакмицу. Сезона 2004/05 није била превише славна за њега. Само 7 утакмица и 1 гол у Серији А, 28. минута у Лиги шампиона били су његови резултати на крају ове неславне сезоне. У следећој сезони се враћа на стари пут. Бележи 27 утакмица и 2 гола у Серији А и 4 утакмице у УЕФА купу. Сезону 2006/07 обележио је његов црвени картон у Суперкупу Италије, против Интера, који је добио у 100. минуту. Осим тога, забележио је стандардних 26 утакмица у Серији А и 8 утакмица у Лиги шампиона. Све је то било адут да га Рома на крају сезоне прода Интеру за 15 милиона евра.

### Интер
Прва сезона у новом клубу му је била врло добра.26 утакмица (само 2 пута улазио као измена) у Серији А, 6 утакмица у Лиги шампиона, 3 утакмице у Купу Италије и наступ у Суперкупу Италије (друга сезона за редом) и то баш против свог бившег клуба, Роме. Сезону 2008/09 обележила је повреда која га је на месец дана удаљила са терена. Међутим и поред те повреде, он је забележио 21 утакмицу у Серији А, 2 утакмице у Лиги шампиона и 3 утакмице у Купу Италије. Другу сезону за редом није постигао гол у дресу Интера. Наредна сезона 2009/10, такође је обележена повредом, међутим сада озбиљнијом. На три месеца је одсуствовао са терена због фрактуре лобање. Упркос свему, он и ове сезоне бележи солидних 9 наступа у Лиги шампиона, 3 утакмице у Купу Италије, 20 утакмица у Серији А и коначно, 24. априла 2010. године постиже гол на мечу против Аталанте. То му је био једини гол те сезоне.

## Репрезентативни наступи
Кристијан је дебитовао зе репрезентацију Румуније 18. септембра 1999. године у мечу против Кипра (завршен 2-2). То му је био једини наступ за репрезентацију те године. Већ следеће године бележи 9 наступа за румунску репрезентацију, и даје врло важан гол за Румунију против Енглеске на Европском првенству 2000, на којем је Румунија победила 3-2, и ако је пре тога имао само 3 наступа за репрезентацију. До сада је укупно имао 75 наступа за репрезентацију и дао је укупно 3 гола.

## Трофеји (као играч)

### Ајакс
- Првенство Холандије (1) : 2001/02.
- Куп Холандије (1) : 2001/02.
- Суперкуп Холандије (1) : 2002.

### Рома
- Куп Италије (1) : 2006/07.

### Интер
- Првенство Италије (3) : 2007/08, 2008/09, 2009/10.
- Куп Италије (2) : 2009/10, 2010/11.
- Суперкуп Италије (2) : 2008, 2010.
- Лига шампиона (1) : 2009/10.
- Светско првенство за клубове (1) : 2010.
- УЕФА суперкуп : финале 2010.

## Трофеји (као тренер)

### Интер (примавера)
- Првенство Италије (1) : 2021/22.